# Набор от данни
Наборът от данни е множество от данни с определена структура – редове в таблици, документи, файлове. При табличните данни наборът от данни представлява база данни с една или повече таблици, в които всяка колона съответства на определена променлива, а всеки ред – на определен запис от набора от данни.
В контекста на отворените данни наборите от данни често се използват като мярка за размера на данните в дадено хранилище – например Порталът за отворени данни на Европейския съюз събира повече от милион набори от данни.